# Мацуяма
 Мацуяма  (яп. 松山市 Мацуяма-си) — центральный город Японии, административный центр префектуры Эхиме на острове Сикоку. Площадь города составляет 429,05 км², население — 516 320 человек (1 августа 2014), плотность населения — 1203,40 чел./км².

## География
Мацуяма расположена на северо-западе острова Сикоку, на берегу Внутреннего Японского моря.
На северо-востоке город ограничен горами полуострова Таканава, а на юге горным ответвлением хребта Сикоку, Тигаминэ. Центр Мацуямы лежит на Мацуямской равнине, по которой протекают реки Сигенобу и Иситэ. К северо-западу от центра находятся острова Куцуна, принадлежащие городу. К югу от Мацуямы расположены горячие источники Дого.

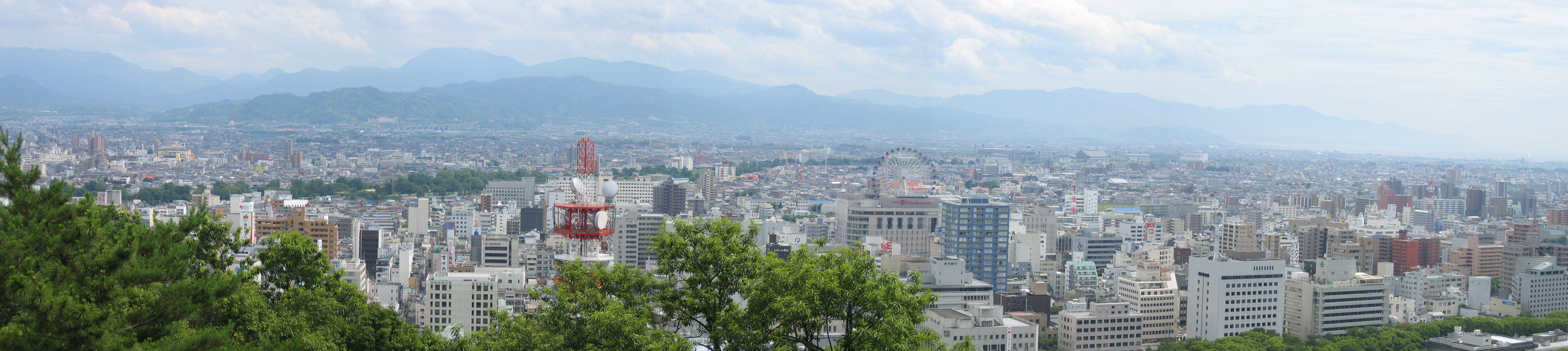
Панорама Мацуямы

На севере Мацуяма граничит с городом Имабари, на востоке — с городом Тоон, на юге с посёлками Мацуно, Тобе и городом Иё.
Климат Мацуямы влажный субтропический. Зимы тёплые, а лета жаркие Средняя температура воздуха за год составляет 16,1 °C, а количество осадков — 1300 мм. Внутреннее Японское море способствует уменьшению количества осадков, особенно зимой, а защищенность города со всех сторон горами уберегает его от тайфунов.

## История
Территория современной Мацуямы была заселена людьми в палеолите. Около 8000 до н. э. возникло Внутреннее Японское море, и очертания Мацуямской равнины приобрели современный вид. С началом нашей эры и распространением рисоводства население региона резко возросло. В конце IV века он вошёл в состав молодого японского государства Ямато и был реорганизован в провинцию Иё. В 646 году, после реформ Тайка, она была разделена на уезды.
Иё славилась горячими источниками района Дого. В частности, в 596 году их посетил принц Сётоку с подопечными и на память о своём визите установил памятную стелу, а в 639 году в них купался Император Дзёмэй с императрицей.
В начале X века в окрестностях Мацуямы возникли базы пиратов, которые терроризировали местное население и купцов на путях Внутреннего Японского моря. В 936—941 годах эти пираты подняли восстание против центрального правительства под председательством аристократа Фудзивары-но Сумитомо. К концу XII века большинство пиратских родов превратилось в местную знать и принимало активное участие в войне родов Минамото и Тайра 1181—1185 гг.
Самым влиятельным из пиратской знати был род Коно, владевший современной Мацуямой, который впоследствии сам принимал участие в карательных походах против местных морских разбойников — родов Куцуна и Дои. Благодаря стараниям Коно в XIV веке район Дого на территории современной Мацуямы постепенно превратился в политико-экономический и культурный центр провинции Иё. В XVI веке земли рода Коно были захвачены родом Мори из соседней Хиросимы и поделены между его вассалами — Кобаякавой Такакагэ, Анкокудзи Экэем и Курусимой Митифусой.

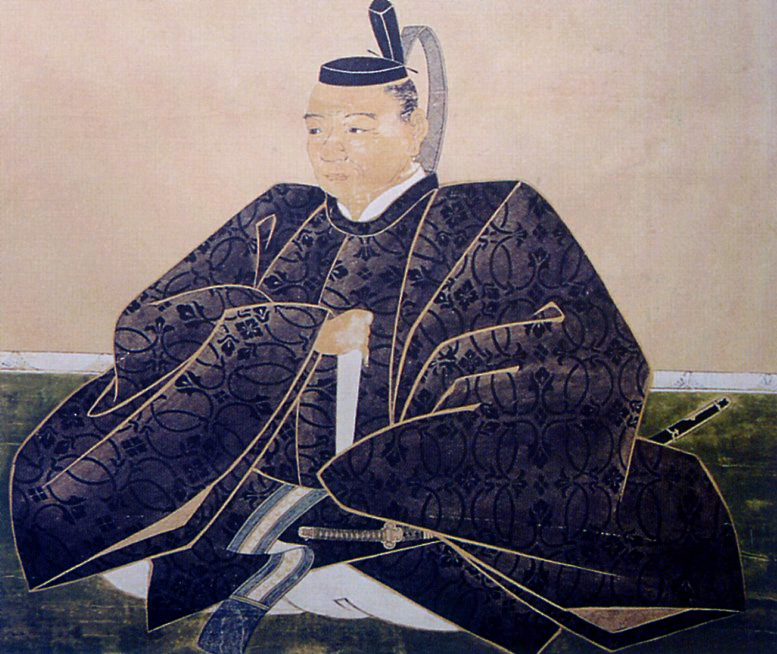
Като Ёсиаки — основатель города Мацуяма, герой Корейской войны 1592—1598 гг., один из величайших строителей замков начала XVII века

После битвы при Сэкигахаре 1600 года и основания сёгуната Токугава территория современной Мацуямы досталась герою Корейской войны, полководцу Като Ёсиаки. Он заложил горный замок Мацуяма и одноимённое призамковое поселение, став главой автономного образования Мацуяма-хан. Впоследствии оно перешло в руки рода Мацудайра, родственников сёгунов. При новых хозяевах Мацуяма пережила преследования христиан в 1691 году, крупные пожары 1701, 1708, 1770 гг., голод 1732 года и сильный тайфун 1729 и 1744 гг.. В поселении существовали хлопчатобумажный и табачный цеха, действовали рынок и дом развлечений.
После реставрации Мэйдзи 1868 года была проведена административная реформа, в результате которой в 1871 году Мацуяма-хан был преобразован в префектуру Мацуяма, а в 1873 году инкорпорирован к новосозданной префектуре Эхиме. Её центром стал посёлок Мацуяма, который с 1889 года получил статус города. В нём располагались казармы 22-го пехотного полка (1886), префекутрная больница (1887), городские почта и телеграф (1889), железнодорожная станция (1893).
Во время Русско-японской войны 1904—1905 гг в Мацуяме находился лагерь для пленных русской армии, в котором содержалось около 6 тысяч человек, а во время Первой мировой — лагерь для военнопленных немцев. 
С 1923 года — университетский город.
Поскольку город не имел на своей территории стратегически важных объектов военно-промышленного комплекса Японии, он избежал бомбардировок авиации США во время Второй мировой войны.
После капитуляции Японии в сентябре 1945 года здесь была размещена 24-я пехотная дивизия армии США. 8 декабря 1945 года военная полиция США разогнала митинг протеста на центральной площади города (это был первый случай использования военнослужащих США против жителей Японии).
В 1951 году Мацуяма получила статус города международного туризма и культуры, а в 2000 году была зачислена в список центральных городов Японии.

## Культура
Мацуяма — это также город поэтов. Вдохновленные примером Масаока Сики, ставшего знаменитым благодаря проведённой им реформе хайку, 3000 поэтов-любителей ежегодно соревнуются в искусстве хайку. Каждый год создается 50 000 хайку, город каждые два месяца объявляет конкурс на лучшее хайку, принять участие в котором может любой желающий.

## Достопримечательности

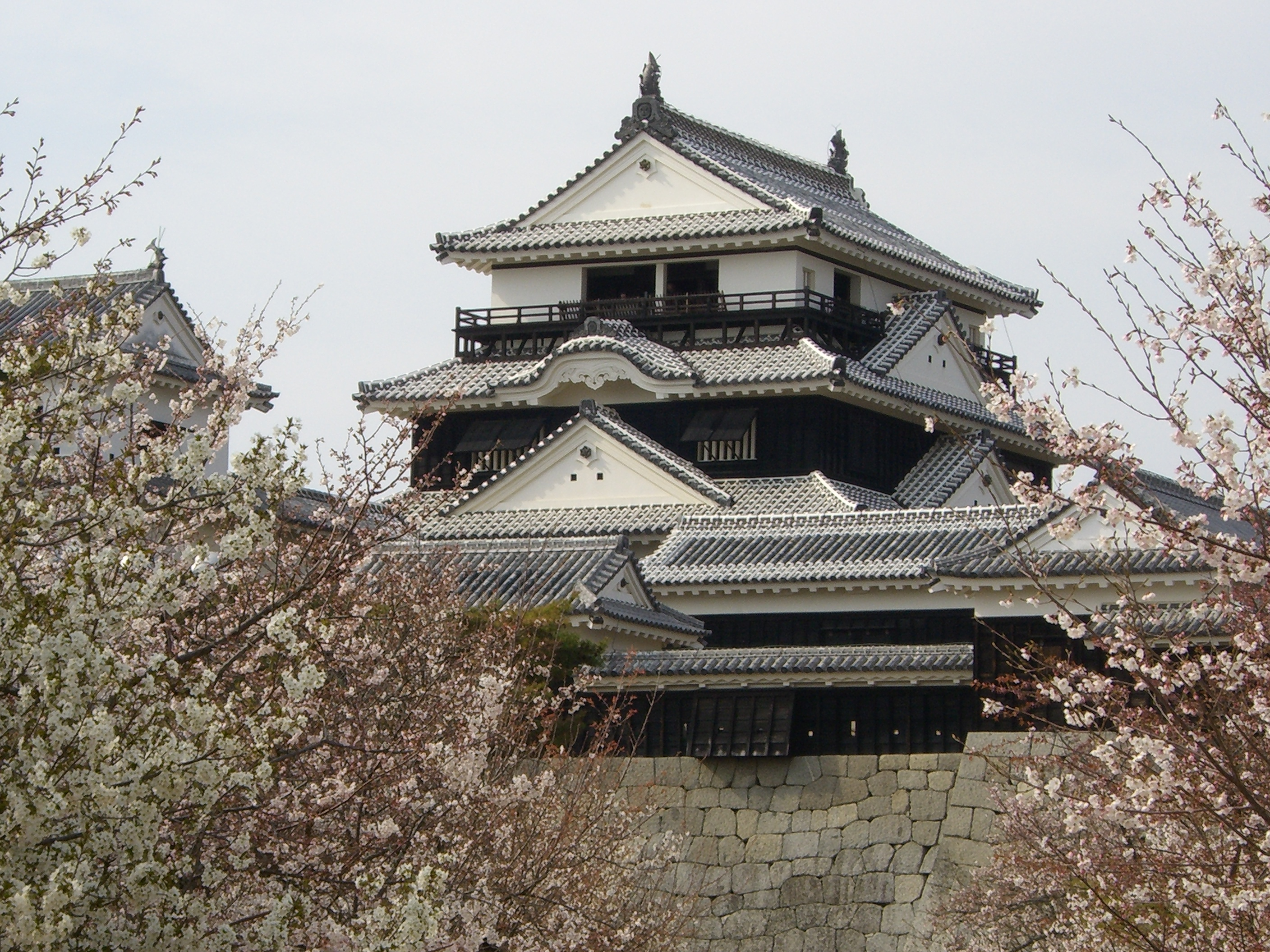
Замок Мацуяма

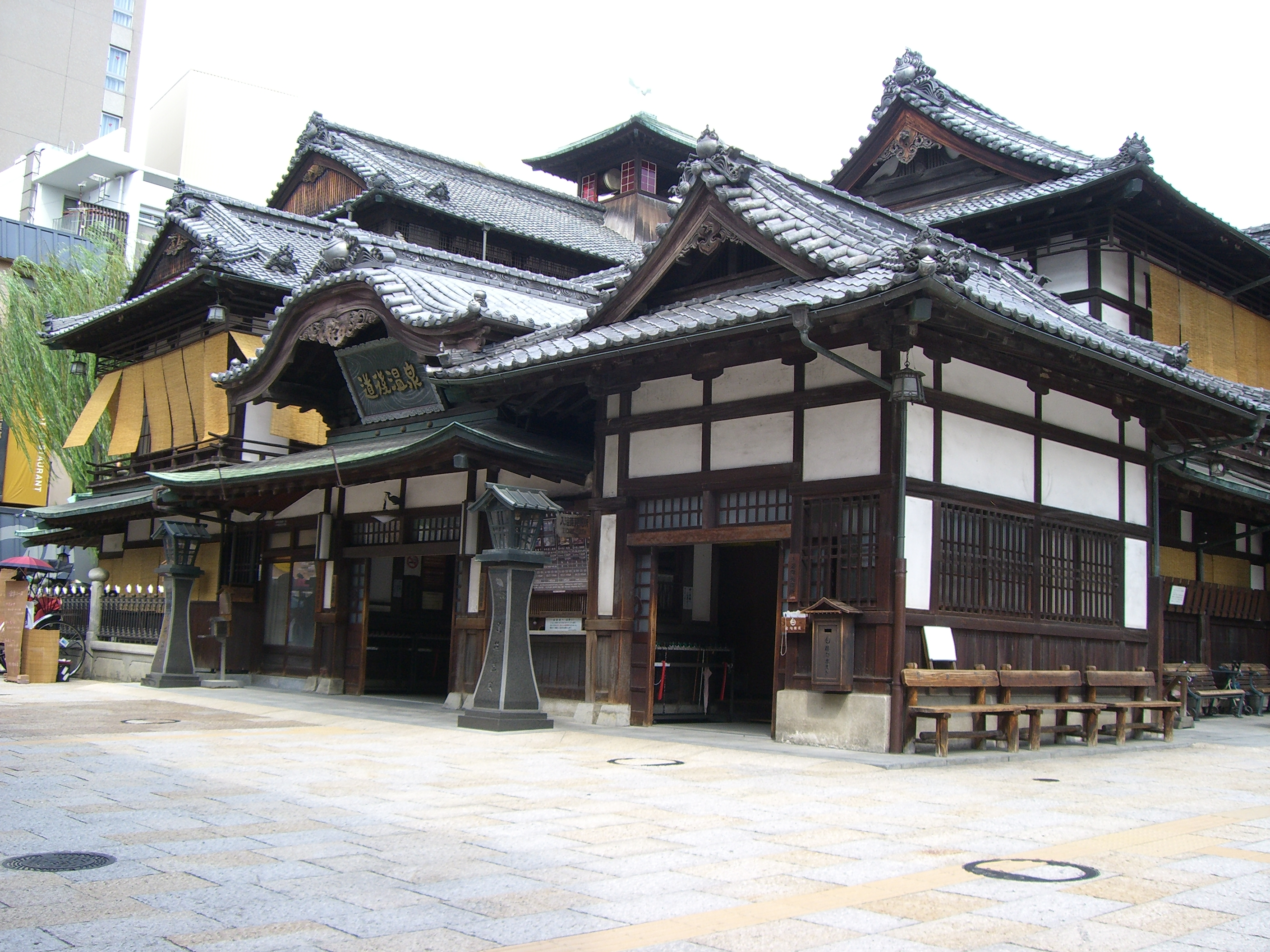
Дого-Онсэн

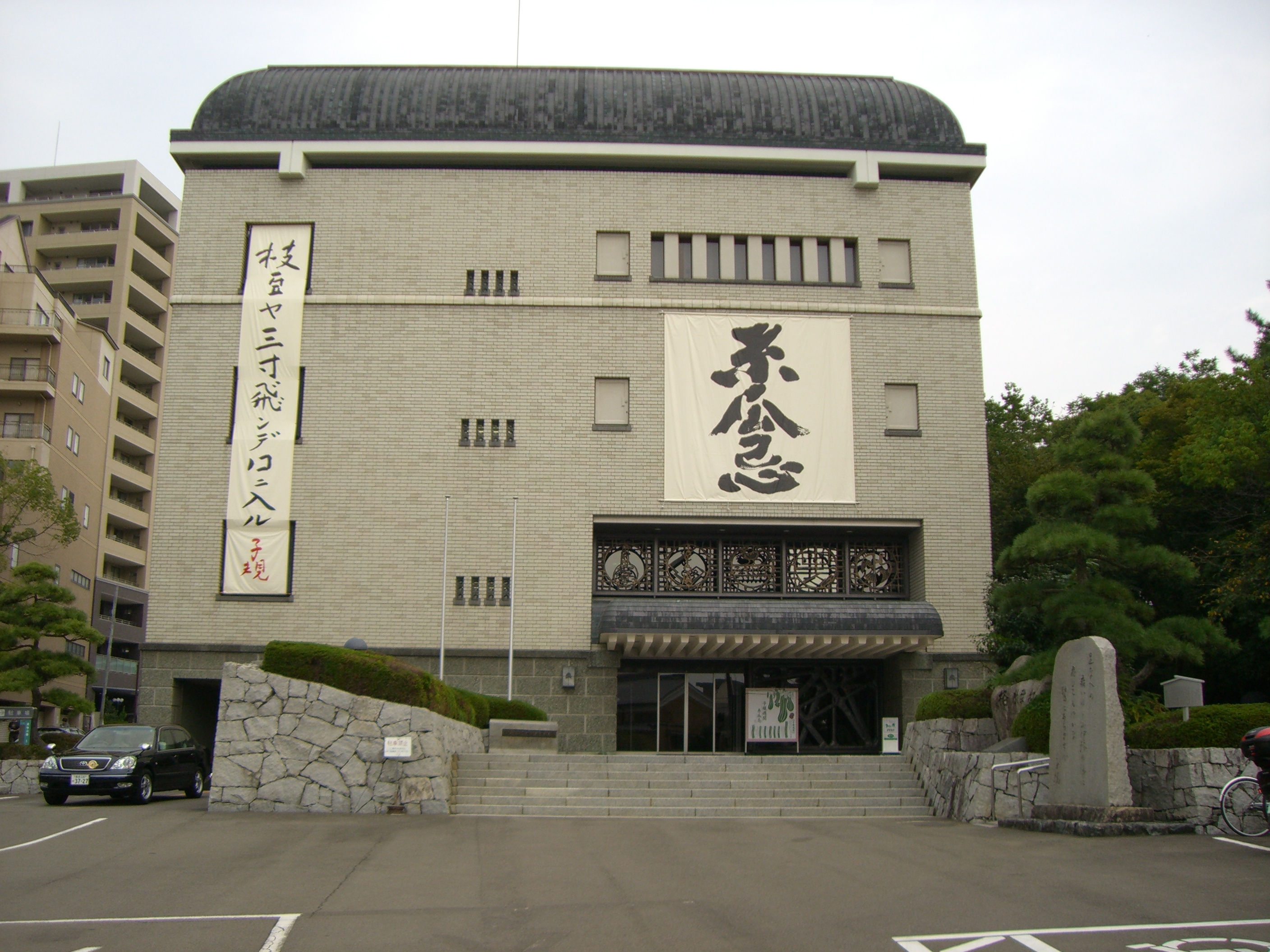
Муниципальный музей «Мацуяма Сики кинэн»

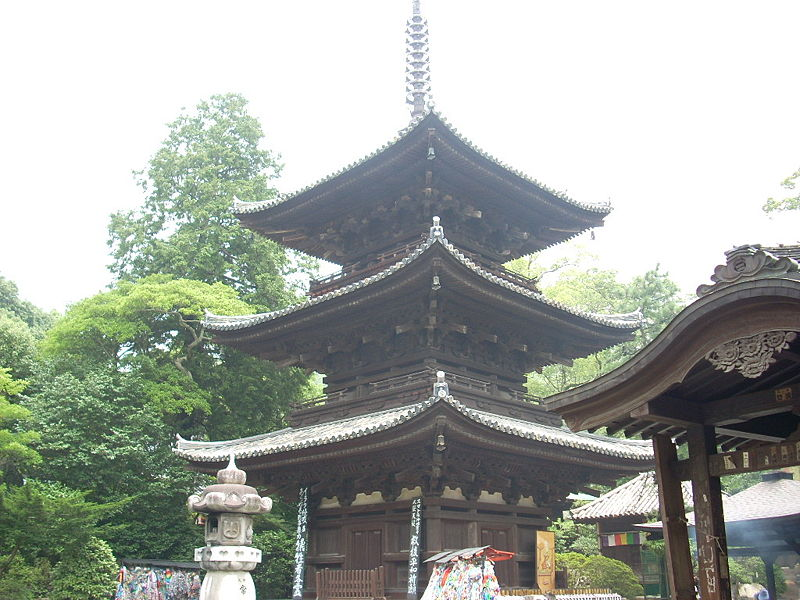
Храм Иситэ-дзи

- Мацуяма — старейший японский курорт на водах, особенно известен Дого-Онсэн, горячий термальный источник. Общественная купальня находится в красивом 3-этажном здании. Купальня работает с 6 утра, о её открытии возвещают удары барабана с башни Синрокаку.
- Замок Мацуяма также является популярным туристическим аттракционом и одним из четырёх сохранившихся в первоначальном виде японских замков (из 250). Замок находится на холме Кацу-яма в центре города. В замок можно добраться либо пешком, либо по канатной дороге.
- В южной части замка расположен исторический сад Ниномару. Рядом находится административный центр города с учреждениями, банками и магазинами.
- Через Мацуяма проходит 140-километровый паломнический маршрут по буддийским храмам. 8 храмов из 88 находится в Мацуяме. Самый известный, храм Иситэ-дзи, находится на северо-востоке города. Каждый год около 200 000 человек проходят этот маршрут, не имеющий аналогов в мире, на машинах, автобусах или пешком.
- Муниципальный музей «Мацуяма Сики кинэн», посвященный Сики Масаока и хайку.
- Музей текстиля Иё.
- В Мацуяме расположено хомбу (главное здание) Асихара-карате.

## Транспорт
- Аэропорт Мацуяма
- Железнодорожное и автобусное сообщение
- Трамвайная линия

## Спорт
- Родина футбольного клуба «Эхимэ»

## Промышленность
- Машиностроительная промышленность
- Бумажная промышленность
- Текстильная промышленность
- Химическая и нефтеперерабатывающая промышленность
- Порт
- Плантации мандаринов и цитрусовых

## Соседние города и общины
- Имабари
- Тоон

## Города-побратимы
Мацуяма породнена с тремя городами:
- Фрайбург, Германия (1988);
- Пхёнтхэк, Республика Корея;
- Сакраменто, США.